# 建東銀行
建東銀行（英語：Bank of the Orient），於1971年3月17日，由菲华混血儿吴道盛（歐內斯特·L·吳，Ernest L. Go）於北加州舊金山創立，屬於一家私營銀行，也是首位中菲混血人開設一家華人銀行。
1984年3月17日，首度在中国设立厦门办事处，1986年1月24日升为厦门分行至今。
現時於三藩市灣區、奧克蘭、米爾布雷、夏威夷和廈門（於90年代中期營運）提供銀行理財融資服務，總裁自2015年1月起為戴建民(David Tai)先生。